# فريدريك ويليمز
فريدريك ويليمز (بالفرنسية: Frederik Willems)‏ ولد بتاريخ 8 سبتمبر 1979 في بلجيكا، هو دراج بلجيكي في صنف سباق الدراجات على الطريق.

## وصلات خارجية
- الموقع%20الرسمي

## روابط خارجية
- فريدريك ويليمز على موقع الاتحاد الدولي للدراجات (الإنجليزية)
- فريدريك ويليمز على موقع أرشيف الدراجات (الإنجليزية)
- فريدريك ويليمز على موقع إحصائيات الدراجات الإحترافية (الإنجليزية)
- فريدريك ويليمز على موقع نسبة الدراجات (الإنجليزية)
- فريدريك ويليمز على موقع CycleBase (الإنجليزية)